# Alfredia
Alfredia é um género botânico pertencente à família Asteraceae.

## Espécies
- Alfredia acantholepis
- Alfredia aspera
- Alfredia cernua
- Alfredia fetissowii
- «Lista completa»